# Robert Maudsley
Robert John Maudsley (* 26. června 1953 Liverpool) je britský sériový vrah, zodpovědný za vraždu čtyř lidí.
Jeho dětství bylo velmi traumatické, načež se stal drogově závislým prostitutem. V roce 1974 zavraždil svého zákazníka, když se o něm dozvěděl, že pohlavně zneužívá děti. Pro jeho duševní stav byl internován v psychiatrické léčebně, kde v roce 1977 spolu s jiným pacientem zavraždil dalšího spolupacienta, který se dopustil taktéž pohlavního zneužívání dětí. Po této vraždě byl odsouzen na doživotí. Již při výkonu doživotního trestu v roce 1978 zavraždil další dva muže, načež byl umístěn na samotku. Od té doby je vězněn v izolaci v cele s jednou stěnou z plexiskla, kde je neustále pod kontrolou dozorců. Z tohoto důvodu bývá v médiích často srovnáván s literární a filmovou postavou Hannibala Lectera, který byl z podobných důvodů uvězněn za podobných podmínek. Ke srovnání s Lecterem přispěla i (později vyvrácená) fáma, že snědl část mozku jedné ze svých obětí. Je považován za nejnebezpečnějšího vězně ve Spojeného království. Od smrti Iana Bradyho v roce 2017 je nejdéle vězněným britským občanem.
Navzdory svým zločinům je popisován jako vysoce inteligentní člověk se zálibou v klasické hudbě (chtěl korespondenčně studovat muzikologii na Open University), poezii a umění. Rodina a přátelé jej charakterizují jako zdvořilého, laskavého, inteligentního a vtipného společníka.

## Dětství a mládí
Byl čtvrtým narozeným z dvanácti dětí, jeho otec byl řidič kamionu. Narodil se ve čtvrti Speke v Liverpoolu, protože ho však rodiče zanedbávali, dětství prožil v katolickém sirotčinci Nazareth House v Crosby v hrabství Merseyside. V osmi letech se vrátil do péče rodičů, které již téměř neznal. Ti jej však týrali a zneužívali, proto byl po dvanácti měsících sociální službou umístěn do pěstounské péče. Později uvedl, že byl jako dítě znásilněný a toto zneužívání v něm zanechalo hluboké psychologické jizvy.
Jako teenager se v Londýně koncem 60. let 20. století živil prostitucí, svůj příjem využíval především ke své drogové závislosti. Po několika pokusech o sebevraždu byl nucený vyhledat psychiatrickou pomoc. Během rozhovoru s lékaři tvrdil, že slyší hlasy, které mu říkají, aby zabil své rodiče. Později prohlásil, že kdyby v roce 1970 zabil své rodiče, další lidé (jeho následné oběti) by nemuseli zemřít.

## Vraždy
Jeho první obětí byl v roce 1974 John Farrell. Jonh Farrell využil jeho sexuálních služeb a během sexu mu ukázal fotografie dětí, které sexuálně zneužíval, což Maudsleyho rozzuřilo natolik, že Farella uškrtil. Po vraždě se ohlásil policii a požádal o psychiatrickou péči. Byl shledán nezpůsobilým soudu a umístěn v psychiatrické léčebně v Broadmoorské nemocnici. V roce 1977 se spolu s Davidem Cheesemanem zavřeli do cely, kde mučili Davida Francise, odsouzeného za obtěžování dětí. Po devíti hodinách ho umučili k smrti. Po tomto incidentu byl usvědčen ze zabití a poslán do věznice ve Wakefieldu. Umístění ve Wakefieldu se mu nelíbilo a jasně dával najevo, že se chce vrátit do Broadmooru. Později byl odsouzen k doživotnímu vězení s doporučením bezpodmínečnosti.
V roce 1978 – již ve vězení – zabil během jediného dne dva spoluvězně. Jeho první obětí byl Salney Darwood, usvědčený ze zabití manželky. Maudsley pozval Darwooda do cely, kde ho porazil a probodl nožem, pak skryl jeho tělo pod postel. Následně se do své cely pokusil vlákat další vězně, ale nikdo ze strachu nevstoupil. Následně se vkradl do cely šestapadesátiletého Williama Robertse, odsouzeného za sexuální útok na sedmiletou dívku. Napřed Robertse pobodal na hlavě improvizovanou dýkou a pak jeho hlavou několikrát udeřil o zeď. Poté se vydal do kanceláře dozorců, tam položil dýku na stůl a oznámil, že při příštím vyvolávání vězňů budou dva chybět. Po těchto vraždách byl prohlášen za neléčitelného. V sérii dopisů pro The Times žádal, aby byly podmínky jeho samovazby zmírněny, nebo aby mu bylo umožněno spáchat sebevraždu. Také žádal o přístup k televizi, toaletním potřebám a kazetám s klasickou hudbou. Žádal mimo jiné i o papouška (andulku). Všechny jeho žádosti byly zamítnuty a vězeňská služba je odmítla komentovat.

## Samotka
Robert Maudsley je umístěný ve skleněné kleci, dvoučlánkové jednotce, která byla postavena v roce 1983 přímo pro něho. Cela má rozměry 5,5 × 4,5 m. Velká okna jsou z neprůstřelného skla, kterými ho lze pozorovat. Jediným nábytkem je stůl a židle, oba kusy jsou vyrobené z lisované lepenky. Toaleta a umyvadlo jsou přišroubovány k podlaze, postelí je betonová deska.
Masivními ocelovými dveřmi se prochází do malé klece v cele, uzavřené v silném plexiskle, s malým otvorem ve spodní části, skrz který mu stráže podávají jídlo a další předměty. V cele zůstává 23 hodin denně. Jednu hodinu věnuje cvičení mimo celu. Při cvičení je střežen šesti dozorci. Není mu povolen žádný kontakt s dalšími vězni. Je na úrovni intenzivní izolace.